# Valentine Lawford
Valentine George Nicholas Lawford (27 février 1911 - 18 juin 1991) était un diplomate britannique et le compagnon de longue date du photographe de mode Horst P. Horst.

## Biographie
La scolarité de Valentine Lawford se déroule d'abord à la Repton School puis au Corpus Christi College de Cambridge, où il étudie les langues vivantes et des langues médiévales. Il poursuit ses études linguistiques à la Sorbonne Université, Strasbourg et Vienne.
Il commence, en 1934, au sein du ministère des Affaires étrangères à Londres. Il est troisième secrétaire à l'ambassade de Paris de 1937 à 1939, puis, de 1939 à 1946, le secrétaire particulier de Lord Halifax, d'Anthony Eden et d'Ernest Bevin, tous trois secrétaires d'État aux Affaires étrangères et du Commonwealth.
Pendant la Seconde Guerre mondiale, il est interprète officiel dans diverses conférences et conseils de guerre, souvent au service de Winston Churchill
Il est dans la délégation britannique à la Conférence de Yalta, à la Conférence de Moscou (1945) et à la Conférence de Québec (1943)
De 1946 à 1949, il est délégué suppléant au Conseil de sécurité des Nations Unies
De 1949 à 1950, il est chargé d'affaires à l'ambassade britannique à Téhéran.
Dans les années 1960 et 1970, les articles de Lawford pour Vogue, sur le style de vie de la haute société internationale, sont illustrés par des photos de Horst. En 1968, Vogue publie « Houses, Gardens, People », qui rassemble la plupart de ces articles ; la contribution de Lawford y est définie comme des « essais lyriques ». Une réédition partielle en est publiée en 2016, sous le titre Around That Time: Horst at Home in Vogue.
Lawford publie en 1963 son autobiographie, En route pour la diplomatie, et, en 1984, Horst, His Works and His World.
Au long des années, ses aquarelles font l'objet de fréquentes expositions en galeries.

## Vie personnelle
À Paris, dans les années 1930, Lawford fréquentait notamment Gertrude Stein, Duff Cooper, Sir Charles Mendl et Elsie de Wolfe, Billy Baldwin, Douglas Fairbanks, les Rothschild, les Castellane, les Windsor et Nancy Cunard.
Il rencontré Horst en 1938. Ils restent ensemble jusqu'à la mort de Lawford en 1991. Ils ont adoptent et élèvent un enfant autrichien, Hans Mayr. Horst adopte ensuite Richard J. Tardiff, qui adoptera le nom de famille Horst).
Au moment de sa mort, Lawford vit à Oyster Bay Cove, New York.